# ビル・ネルソン (ミュージシャン)
ビル・ネルソン（Bill Nelson、本名William Nelson、1948年12月18日 - ）は、イギリス・ヨークシャー・ウェイクフィールド出身のロック・ミュージシャンである。妻の東郷恵美子は日本人で、高橋幸宏の元妻である。

## 概要・来歴
いくつかの地元のバンドに参加した後、1971年にソロ・アルバム『ノーザン・ドリーム (Northern Dream)』を、自己のレーベル・スマイルから発表する。このアルバムをBBCラジオのDJ、ジョン・ピールがさかんにオンエアしたことにより、イギリスの音楽通の間で知られるようになり、レコード会社数社からプロ契約の話が持ち上がった。1974年にビー・バップ・デラックスというバンドとしてEMIからデビューした（EMIは当初、ビルとはソロでの契約を望んでいた）。
初期作品においてはビルは主にジミ・ヘンドリックスやグラム・ロック等に影響を受けたギターロック的サウンドを展開するものの、アルバムを重ねるごとにコンセプチュアルなアルバム構成やシンセサイザーを用いたシンセポップ的傾向を強めていく。ちなみにビルはギターとボーカルを担当し、全ての曲を彼の手で作曲している。ビー・バップ・デラックスはバンドという形式をとっていたとはいえ、彼の持っていた様々なサウンドコンセプトを実現するためのワンマングループであったと言える。
1978年、音楽性の変化によりビー・バップ・デラックスを解散させ、レッド・ノイズを結成する。後にXTC等を成功させたプロデューサーであるジョン・レッキーを迎えて、当時まだ一般的に知られていなかったテクノ・ポップ的な作風でアルバム『触れないで！ 僕はエレクトリック (Sound On Sound)』を1979年に発表するものの、グループとしてのアルバムはその一枚のみとなった。それ以降は自らの音楽レーベル「コクトー・レーベル」を立ち上げつつ、ソロ活動やセッション活動を多数行う。主なセッション相手のミュージシャンとしてYMO、高橋幸宏、デヴィッド・シルヴィアン等が存在する。また、ケイト・セント・ジョン、ロジャー・イーノ、ララージとともに「チャンネル・ライト・ヴェッセル」を結成し、2枚のアルバムを残している。
1970年代から1980年代初頭にかけてニュー・ウェイヴが勃興したときにすでにそれを見越していたかのような先取り的な作品を常に発表してきたが、近年はSF的なシンセサウンド、アンビエント風作風、多重録音を取り入れたポップ的傾向が強い。近年の創作活動はいわゆる「宅録」であり、すべての楽器のパートを一人で多重録音するスタイルをとり、リリースされる曲数も多い。
また、希代のギターコレクターでもあり、そのギターコレクションはDVD『At Metropolis Studios』で披露されている。